# Шарохін Михайло Миколайович
Шарохін Михайло Миколайович (рос. Шарохин Михаил Николаевич, 23 грудня 1898, село Івановське, Російська імперія — 19 вересня 1974, Москва, РРФСР, СРСР) — радянський генерал-полковник (1945), Герой Радянського Союзу (1945).

## Біографія

### Початкова біографія
Народився в селянській родині. Учасник Першої світової війни, із 1918 року служив у Червоній армії, брав участь у Громадянській війні в Росії, воював з басмачами, командував кавалерійським ескадроном.
У 1920-ті роки служив у кавалерії. Командував ескадроном і кулеметним взводом. У 1936 році закінчив Військову академію імені М. В. Фрунзе, після чого був переведений у військово-повітряні сили начальником штабу, а згодом і командиром авіаційної бригади. У 1939 році закінчив Академію Генерального штабу РСЧА, після чого був направлений на службу в Оперативне управління Генерального штабу. У 1940 році очолив близькосхідний відділ Оперативного управління Генерального штабу. У травні 1941 року координував проведення військових навчань у Середньоазійському військовому окрузі.

### Німецько-радянська війна
Із початком німецько-радянської війни генерал Шарохін був призначений заступником начальника Оперативного управління Генерального штабу, а згодом став заступником начальника Генерального штабу. На цих посадах брав участь в обороні Москви.
У лютому-серпні 1942 року — начальник штабу 3-ї ударної армії. У серпні-жовтні 1942 року — начальник штабу Північно-Західного фронту. У жовтні 1942 — липні 1943 року — начальник штабу Волховського фронту. Відзначився під час прориву блокади Ленінграда, за що був нагороджений орденом Кутузова 2-го ступеня.
Із серпня 1943 по жовтень 1944 року — командувач 37-ї армії. Брав участь у форсуванні Дніпра, Одеській, Яссько-Кишинівській та інших операціях. Із жовтня 1944 року і до кінця війни командував 57-ю армією, яка воювала в Угорщині та Австрії. За успішні бойові дії 28 квітня 1945 року удостоєний звання Героя Радянського Союзу.

### Післявоєнний період
Після війни генерал-полковник Шарохін служив у Генеральному штабі. У 1953—1957 роках був начальником Управління вищих військово-навчальних закладів. Із 1957 року був військовим консультантом Міністерства оборони СРСР, із 1958 року — консультант Групи генеральних інспекторів Міністерства оборони СРСР. Із 1960 року — у відставці. Жив у Москві, там же помер і похований на Новодівичому цвинтарі.

## Військові звання
- Капітан (1935)
- Майор (1936)
- Полковник (1938)
- Комбриг (5 квітня 1940)
- Генерал-майор (4 червня 1940)
- Генерал-лейтенант (21 травня 1942)
- Генерал-полковник (19 квітня 1945)

## Нагороди
Герой Радянського Союзу (28 квітня 1945), три ордени Леніна, чотири ордени Червоного Прапора, орден Суворова 1-го ступеня, орден Богдана Хмельницького 1-го ступеня, орден Кутузова 2-го ступеня, орден Червоної Зірки, медалі «За оборону Ленінграда», «За оборону Москви», «За перемогу над Німеччиною», «XX років РСЧА» та ювілейні медалі, нагороди Югославії, Румунії та Болгарії.